# حقیقت (فلسفه)
حقیقت و راستی خاصیتی است برای اشاره به اصل هر چیز استفاده می‌شود.

## واژه‌شناسی
واژه حقیقت وام‌واژهای عربیست و معادل انگلیسی واژه حقیقت واژهٔ Truth است.
اگر در ریشهٔ واژگان حقیقت و واقعیت دقیق شویم، تفاوت‌هایی را مشاهده می‌کنیم. ریشهٔ کلمهٔ حقیقت، «حق» و به معنای راستی و درستی است و ریشهٔ کلمهٔ واقعیت، «وَقَعَ» به معنای روی دادن یا اتفاق افتادن است. حقیقت، اشاره به ماهیت راست و درست و صحیح دارد و واقعیت اشاره به کل رویدادهایی که جهان هستی را شکل می‌دهد دارد.
حقیقت در مورد واقعیت است. حقیقت معنا و مفهوم درستی است که درست بودن اش را مطابق با واقع بودنش ثابت می‌کند.

### حقیقت و واقعیت در اندیشه‌های متفکران و فیلسوفان
در یونان باستان، نوعی تفکر اسطوره‌ای نسبت به مقولهٔ حقیقت و واقعیت وجود داشته که طی سیر تحول به مذهب و باورهای مذهبی تبدیل شده‌است. این مسئله در هر تمدن دیگری نیز مشاهده می‌شود. تمدن‌های بین‌النهرین، هند و چین همگی چنین سیر تحولی را طی کرده‌اند.
تفکر اسطوره‌ای، طی تکاملش به صورت مثالی افلاطونی رسید که گونه‌ای تفکر مذهبی است. در اندیشه‌های مذهبی مانند سه دین زرتشت، مسیحیت و اسلام تمایز و جدایی واقعیت مادی و حقیقت وجود دارد.
دیدگاه عرفا پیرامون حقیقت و واقعیت، شکل متکامل تفکرات دینی است.
آراء و اندیشه‌های متفکرین دوران مدرن و همچنین تحولاتی که در نوع نگاه انسان‌ها در جامعهٔ مدرن نسبت به حقیقت حاصل شده، باعث شده‌است تا مسیر گسست از اندیشه‌های اسطوره‌ای به اندیشه‌های دینی در دوران مدرن دچار تغییر مسیر شود؛ یعنی تمایز و گسست حقیقت و واقعیت دوباره به اتحاد آن دو منجر شده‌است. در اصل، ظهور رئالیسم جدید و همچنین اومانیسم مدرن، نمایانگر گونه‌ای بازگشت به اصول کلاسیک یونانیان است. بشر در دوران مدرن اعتقاد یافت که طی سالیان درازی، دچار خطا شده‌است، از این رو دوباره به تفکر یونانی رجعت کرد.
در اندیشه‌های ماتریالیست‌ها و مارکسیست‌ها از جمله فوئرباخ، مارکس و انگلس و پیروان آن‌ها، ماده‌گرایی که خود یکی از ثمرات مدرنیته است، نمایشگر رجعت انسان به یکی انگاشتن حقیقت و واقعیت است. با این تفاوت که از نگاه ماتریالیست‌ها، حقایق، قوانینی هستند که بر واقعیات حاکم‌اند. به‌طور مثال، نیروی محرکهٔ تاریخ که بر وقایع تاریخی احاطه دارد، حقیقتی دربارهٔ جهان و هستی است.
اندیشه‌های فردریش ویلهلم نیچه، فیلسوف نامدار آلمانی دربارهٔ حقیقت از اهمیت بسیار بالایی برخوردار است. چون او، نوع نگاه انسان به حقیقت را دگرگون کرد و معتقد بود که زمانی به حقیقت دست پیدا می‌کنیم که تمامی نیروهایی که بر هر چیز اثر می‌گذارند را بشناسیم و به گونه ای به تکثر گرایی معتقد بود. تفکر نیچه در نهایت به مکاتب و تفکراتی از جمله هرمنوتیک، مکتب فرانکفورت و پست‌مدرنیسم منجر شد.
اندیشه‌های نیچه در باب حقیقت و واقعیت به شکلی رادیکال در آراء متفکران پست مدرنی چون ژان فرانسوا لیوتار، ژاک دریدا، ژیل دلوز، میشل فوکو و ژان بودریار دوباره مطرح شد.

## در اصصلاح عارفان و صوفیه
حقیقت نزد صوفیه ذات حق است، بی‌حجاب تعیّنات، و محو کثرات موهومه در نور ذات
| حقیقت خود مقام ذات او دان |  | شده جامع میان کفر و ایمان |

## دیدگاه‌های جالب توجه

### تاریخچه باستان
ریشه یونانی باستانی کلمه "true" و "truth" در طول تاریخ دارای تعاریف متنوعی هستند که معمولاً در موضوعاتی همچون منطق، هندسه، ریاضیات، استنباط و استنتاج، مقایسه کردن و فلسفه طبیعی مورد استفاده قرار می‌گرفت.

### عصر میانی

#### ابن سینا (۹۸۰–۱۰۳۷)
در اوایل عصر فلسفه اسلامی، ابن سینا (آویسنا) کلمه حقیقت را در کتاب خود به نام کتاب شفا، جلد اول فصل ۸ بدین شکل تعریف می‌کند:
حقیقت چیزیست در ذهن که مشابه بیرونی آن باشد.
ابن سینا معنی حقیقت را در جلد هشتم کتابش در فصل ۶ اینگونه شرح داد:
حقیقت یک چیز، شامل موجودیت اجزای کوچکتر که دارای موجودیت در درون آن است، می‌باشد.
این مفهوم صرفاً یک نسخه لاتین قرون وسطایی است که توسط سیمون ون ریت ارائه شده‌است. در ترجمه ای به روز از متن عربی اصلی اینگونه بیان می‌کند که:
حقیقت اعتقاد خالصانه به وجود چیزی می‌باشد.

### عصر نوین

#### کانت (۱۷۲۴–۱۸۰۴)
تعریف معنی کلمه حقیقت را در بین نوشته‌های ایمانوئل کانت در نظریه مطابقت حقیقت او می‌توان یافت. کانت در مقاله انتقادی برهان محض بدین گونه می‌نویسد: «تعریف کلمه حقیقت، به معنی این است که موضوع و چیزی که از آن درک می‌شود با یکدیگر مطابقت داشته باشند.»

#### هگل (۱۷۷۰–۱۸۳۱)
جورج هگل فلسفه خود را به دور از مباحث روان‌شناسی، حقیقت را به جای چیزی مربوط به افکار درونی، به عنوان یک جسم خارجی متحرک توصیف کرد. حقیقتی که هگل آن را تعریف می‌کند، همانند مکانیسم یک بدن مادی است که تحت تأثیر نیروی درونی خود قرار دارد. «حقیقت بدنه‌ای متحرک با وجود خود در درونش.»

#### شوپنهاور (۱۷۸۸–۱۸۶۰)
حقیقت از نظر آرتور شوپنهاور قضاوت بین اتحاد یا جدایی بین دو یا چند موضوع است.
«اگر منظور از کلمه قضاوت داشتن علم باشد، باید دلایل کافی و پایه ای برای قضاوت خود داشته باشیم؛ و در این صورت است که می‌توان آن را حقیقت نامید.»

#### نیچه (۱۸۴۴–۱۹۰۰)
به عقیده فردریک نیچه جستجو برای حقیقت یا «اراده معطوف به حقیقت»، همان چیزی است که فیلسوفان میل به دست آوردن آن را دارند. همچنین او تصور می‌کرد که حقیقت دروغ اگر بتواند باعث بهبود یک زندگی شود، از حقیقت بهتر است.

#### وایتهد (۱۸۶۱–۱۹۴۷)
آلفرد نورث وایتهد ریاضیدان انگلیسی ای که تبدیل به فیلسوف آمریکایی شد این گونه می‌گوید: «هیچ حقیقت مطلقی وجود ندارد. تمامی حقایق در بخشی از خود حقیقی هستند. کار شیطان است که می‌خواهد آنها را حقیقت محض جلوه دهد.»
پیشرفت منطقی یا پیوستن به این خط فکر باعث می‌شود که نتیجه بگیریم حقیقت می‌تواند کذبی بیش نباشد، چرا که حقایق جزئی فریب آورند و ممکن است باعث نتیجه‌گیری اشتباه شوند.

#### پیرس (۱۸۳۹–۱۹۱۴)
پیروان فلسفه عمل‌گرایی همانند چارلز سندرز پیرس، باورمندند حقیقت دارای وابستگی‌های ذاتی با بشریت هست و بشر همواره به دنبال کشف و یافتن حقیقت است. پیرس بر این باور بود که انسان‌ها با تلاش برای یافتن، به آن دست می‌یابند و حقیقت قطعاً برای بشر سودآور است. «باوری که در نهایت توسط همگان تأیید شود و مورد توافق واقع می‌گردد، چیزی است که به آن حقیقت می‌گوییم…»

#### نیشیدا (۱۸۷۰–۱۹۴۵)
به گفته کیتارو نیشیدا، «شناخت چیزها در جهان با تمایز آگاهی واحد به دانا و شناخته شده آغاز می شود و با یکی شدن دوباره خود و اشیا به پایان می رسد. چنین وحدتی نه تنها در شناخت، بلکه در ارزش گذاری (حقیقت) که شناخت را جهت می دهد، اراده ای که عمل را هدایت می کند، و احساسی یا عاطفه ای که حس را هدایت می کند، شکل می گیرد.

#### فوکو (۱۹۲۶–۱۹۸۴)
میشل فوکو می‌گوید حقیقت، زمانی مسئله‌ساز می‌گردد که سعی شود حقیقت به عنوان یک کیفیت عینی دیده شود. او ترجیح می‌دهد از خود اصطلاح حقیقت استفاده نکند، بلکه از «رژیم های حقیقت» استفاده کند. وی در پژوهش‌های تاریخی خود حقیقت را چیزی دانست که خود بخشی از یک ساختار قدرت معین یا نهفته در آن است. بنابراین دیدگاه فوکو با مفاهیم نیچه اشتراکات بسیاری دارد. حقیقت از نظر فوکو نیز چیزی است که در طول تاریخ در معرفت گوناگون جابه‌جا می‌شود.